# 第56届奥斯卡金像奖
第56届奥斯卡颁奖典礼是电影艺术与科学学院旨在奖励1983年电影的颁奖晚会，于太平洋时区1984年4月9日晚六点（北美东部时区晚九点）在洛杉矶多萝西·钱德勒大厅举行，共计颁发23类奥斯卡金像奖（又称学院奖）。晚会通过美国广播公司直播，小杰克·海利制作，马蒂·帕赛塔执导，谈话节目主持、笑匠约翰尼·卡森第五次担任主持人。1979年的第51届奥斯卡颁奖典礼是他首度主持，上一次是1982年的第54届。瓊·考琳絲与阿诺·施瓦辛格九天前（3月31日）在加利福尼亚州比佛利山比弗利希尔顿酒店主持仪式颁发奧斯卡科技成果獎。
《母女情深》获最佳影片等五项大奖，其他获奖电影包括胜出三项的《芬妮和亚历山大》与《太空先锋》，拿下两项的《怜情蜜意》，获奖一项的《男孩女孩》、《5:15的弗拉门哥》、《闪电舞》、《他让我感到像在跳舞》、《纽约冰淇淋》、《危險年代》、《燕特尔》。晚会的电视直播吸引4210万美国观众收看，尼爾森收視率达30.3%。

## 入围与胜出
1984年2月16日，学院主席吉恩·艾伦与演员米基·鲁尼公布第56届奥斯卡金像奖入围名单。《母女情深》以十一项提名领跑，《太空先锋》八项紧随其后。获奖名单在4月9日的颁奖典礼揭晓。詹姆斯·L·布鲁克斯成为史上第三位凭同一部电影获三项奥斯卡奖的导演、编剧、制片人。《芬妮和亚历山大》凭四项胜出创下非英语片获奖数新纪录琳达·亨特身为女子在《危险年代》饰演男子获最佳女配角奖，至今仍是唯一出演异性角色获奖的演员:1145。最佳原创歌曲奖得主艾瑞尼·卡拉是首位在非表演类奖项胜出的非裔女子。

### 奖项
获奖作品和电影人列在第一行，右侧附‡符号：
| 最佳影片 - 《母女情深》——詹姆斯·L·布鲁克斯，制片人‡ - 《大寒》——迈克尔·山姆伯格，制片人 - 《换装师》——彼得·葉慈，制片人 - 《太空先锋》——罗伯特·恰托夫、艾文·温克勒，制片人 - 《怜情蜜意》——菲利普·霍贝尔，制片人 | 最佳导演 - 詹姆斯·L·布鲁克斯——《母女情深》‡ - 彼得·葉慈——《换装师》 - 英格玛·伯格曼——《芬妮和亚历山大》 - 迈克·尼科尔斯——《絲克伍事件》 - 布鲁斯·贝尔斯福德——《怜情蜜意》 |
| 最佳男主角 - 勞勃·杜瓦——《怜情蜜意》‡ - 米高·肯恩——《凡夫俗女》 - 汤姆·康蒂——《鲁本，鲁本》 - 湯姆·寇特內——《换装师》 - 亞伯特·芬尼——《换装师》 | 最佳女主角 - 莎莉·麥克琳——《母女情深》‡ - 简·亚历山大——《遗嘱》 - 梅麗·史翠普——《絲克伍事件》 - 茱莉·華特絲——《凡夫俗女》 - 黛博拉·温姬——《母女情深》 |
| 最佳男配角 - 杰克·尼科尔森——《母女情深》‡ - 查理士·邓宁——《你逃我也逃》 - 约翰·利思戈——《母女情深》 - 山姆·谢泼德——《太空先锋》 - 雷普·汤恩——《十字小溪》 | 最佳女配角 - 琳达·亨特——《危險年代》‡ - 雪兒——《絲克伍事件》 - 格伦·克洛斯——《大寒》 - 艾米·欧文——《燕特尔》 - 艾尔弗丽·伍达德——《十字小溪》 |
| 最佳原著剧本 - 《怜情蜜意》——霍顿·福特‡ - 《大寒》——劳伦斯·卡斯丹、芭芭拉·贝内德克 - 《芬妮和亚历山大》——英格玛·伯格曼 - 《絲克伍事件》——諾拉·艾芙倫、艾丽斯·阿伦 - 《战争游戏》——劳伦斯·拉斯科、沃尔特·帕克斯 | 最佳原著改编 - 《母女情深》——詹姆斯·L·布鲁克斯根据拉里·麦克穆特瑞同名小说改编‡ - 《危险女人心》——哈罗德·品特改编自创同名舞台剧 - 《换装师》——罗纳德·哈伍德改编自创同名舞台剧 - 《凡夫俗女》——威利·罗素改编自创同名舞台剧 - 《鲁本，鲁本》——朱利叶斯·爱泼斯坦根据赫尔曼·沙姆林舞台剧《斯波福德》改编 |
| 最佳外语片 - 《芬妮和亚历山大》（瑞典，瑞典語）——英格玛·伯格曼执导‡ - 《舞厅》（阿尔及利亚，无对白）——埃托尔·斯科拉执导 - 《卡门》（西班牙，西班牙语）——卡洛斯·索拉执导 - 《一见钟情》（法国，法语）——迪亚娜·库里执导 - 《人生是一场抗争》（匈牙利，匈牙利语）——埃莫·吉尤塞、巴纳·卡贝执导 | 最佳纪录片 - 《他让我感到像在跳舞》——埃米利·阿朵里诺‡ - 《黑暗的孩子》——理查德·科图克、阿拉·柴克马扬 - 《第一次接触》——鲍勃·康诺利、罗宾·安德森 - 《职业武器》——迈克尔·布莱恩斯、蒂娜·威尔乔恩 - 《正观“红色”》——吉姆·克莱恩、朱莉娅·赖克特 |
| 最佳纪录短片 - 《5:15的弗拉门哥》——辛西娅·斯科特、亚当·塞曼斯基‡ - 《核阴影下：孩子能告诉我们什么？》——维维安·弗尔登-罗、埃里克·迭尔曼 - 《缝纫的女人》——曾奕田 - 《空间：保罗·鲁道夫建筑》——罗伯特·艾森哈特 - 《你自由了》——迪·布罗克曼、艾琳·兰迪斯 | 最佳短片 - 《男孩女孩》——贾尼斯·普拉特‡ - 《道德高尚的人》——伊安·埃梅斯 - 《一夜成名》——乔恩·布卢姆 |
| 最佳动画短片 - 《纽约冰淇淋》——吉米·皮克尔‡ - 《米奇的圣诞颂歌》——伯尼·马丁森 - 《阳光之声雨之音》——艾达·戈德尔·霍利南 | 最佳原创配乐 - 《太空先锋》——比尔·康堤‡ - 《十字小溪》——利奥纳德·罗森曼 - 《星際大戰六部曲：絕地大反攻》——約翰·威廉斯 - 《母女情深》——迈克尔·戈尔 - 《战火下》——杰里·戈德史密斯 |
| 最佳原创歌曲配乐或改编配乐 - 《燕特尔》——歌曲配乐：米切尔·莱格兰德、阿兰·伯格曼、玛丽莲·伯格曼‡ - 《骗中骗2》——改编配乐：拉罗·斯齐弗林 - 《颠倒乾坤》——改编配乐：埃尔默·伯恩斯坦 | 最佳原创歌曲 - 《Flashdance... What a Feeling》（《闪电舞》插曲）——作曲：乔治·莫罗德尔；作词：基思·福西、艾瑞尼·卡拉‡ - 《疯子》（《闪电舞》插曲）——词曲：迈克尔·塞姆贝洛、丹尼斯·马特科斯基 - 《Over You》（《怜情蜜意》插曲）——词曲：奥斯汀·罗伯茨、鲍比·哈特 - 《Papa, Can You Hear Me？》（《燕特尔》插曲）——作曲：米切尔·莱格兰德；作词：阿兰·伯格曼、玛丽莲·伯格曼 - 《The Way He Makes Me Feel》（《燕特尔》插曲）——作曲：米切尔·莱格兰德；作词：阿兰·伯格曼、玛丽莲·伯格曼 |
| 最佳音效 - 《太空先锋》——马克·伯杰、汤姆·斯科特、兰迪·汤姆、大卫·麦克米伦‡ - 《狼踪》——艾伦·斯普莱特、托德·伯克尔海德、兰迪·汤姆、大卫·帕克 - 《星際大戰六部曲：絕地大反攻》——本·贝尔特、加里·萨默斯, 兰迪·汤姆、托尼·达维 - 《母女情深》——唐纳德·米切尔、里克·克莱恩、凯文·奥康奈尔、詹姆斯·亚历山大 - 《战争游戏》——迈克尔·科胡特、卡洛斯·德拉里奥斯、艾伦·罗钦、威利·波顿                                                                                 | 最佳音效剪辑 - 《太空先锋》——杰伊·博凯尔海德‡ - 《星際大戰六部曲：絕地大反攻》——本·贝尔特 |
| 最佳艺术指导 - 《芬妮和亚历山大》——艺术指导与布景：安娜·阿斯普‡ - 《星際大戰六部曲：絕地大反攻》——艺术指导：诺曼·雷诺兹、弗雷德·侯尔、詹姆斯·肖普；布景：迈克尔·福特 - 《太空先锋》——艺术指导：杰弗里·科克兰德、理查德·劳伦斯、斯图尔特·坎贝尔、彼得·罗梅罗；布景：吉姆·波因特尔、乔治·尼尔森 - 《母女情深》——艺术指导：波莉·普拉特、哈罗德·迈克尔逊；布景：汤姆·佩迪戈、安东尼·蒙戴尔 - 《燕特尔》——艺术指导：罗伊·沃克、莱斯利·汤姆金斯；布景：泰莎·戴维斯 | 最佳服装设计 - 《芬妮和亚历山大》——马里克·沃斯-朗德‡ - 《十字小溪》——乔·汤普金斯 - 《我心不停转》——威廉·韦尔·泰斯 - 《马丁·盖尔归来》——安妮-玛丽·马尔昌德 - 《西力传》——桑托·洛奎斯多 |
| 最佳摄影 - 《芬妮和亚历山大》——斯文·尼科维斯特‡ - 《闪电舞》——唐纳德·彼得曼 - 《太空先锋》——凯莱布·德夏奈尔 - 《战争游戏》——威廉·弗雷克 - 《西力传》——戈登·威利斯 | 最佳剪辑 - 《太空先锋》——格伦·法尔、丽莎·弗拉特曼、汤姆·罗尔夫、史蒂芬·罗特尔、道格拉斯·斯图尔特‡ - 《藍色霹靂號》——弗兰克·莫瑞斯、爱德华·艾布拉姆斯 - 《闪电舞》——巴德·史密斯、沃尔特·穆尔科内里 - 《絲克伍事件》——萨姆·奥斯廷 - 《母女情深》——理查德·马克斯 |

### 荣誉奖
- 哈尔·罗奇：感谢他对电影艺术形式无与伦比的杰出贡献[14]。

### 简·赫尔索特人道精神奖
该奖旨在表彰在人道主义贡献巨大、为电影业赢得肯定的电影人。
- 迈克·弗兰科维奇[16]

### 特别成就奖
- 理查德·艾德兰德、丹尼斯·穆伦、肯·拉斯顿、菲尔·蒂贝特因《星球大战3：绝地归来》的视觉效果获特别成就奖[17]。

### 入围与胜出大户
| 入围数 | 片名                           |
| ------ | ------------------------------ |
| 十一项 | 《母女情深》                   |
| 八项   | 《太空先锋》                   |
| 六项   | 《芬妮和亚历山大》             |
| 五项   | 《换装师》                     |
| 五项   | 《絲克伍事件》                 |
| 五项   | 《怜情蜜意》                   |
| 五项   | 《燕特尔》                     |
| 四项   | 《十字小溪》                   |
| 四项   | 《闪电舞》                     |
| 四项   | 《星際大戰六部曲：絕地大反攻》 |
| 三项   | 《大寒》                       |
| 三项   | 《凡夫俗女》                   |
| 三项   | 《战争游戏》                   |
| 两项   | 《鲁本，鲁本》                 |
| 两项   | 《西力传》                     |

| 获奖数 | 片名               |
| ------ | ------------------ |
| 五项   | 《母女情深》       |
| 四项   | 《芬妮和亚历山大》 |
| 四项   | 《太空先锋》       |
| 两项   | 《怜情蜜意》       |

## 颁奖嘉宾与现场演出
以下人士出场颁奖或表演节目，按出场先后排列：:578
| 姓名                                    | 角色                                       |
| --------------------------------------- | ------------------------------------------ |
| 汉克·西姆斯                             | 第56届奥斯卡颁奖典礼广播员                 |
| 吉恩·艾伦（美国电影艺术与科学学院主席） | 开场致辞欢迎嘉宾出席                       |
| 提摩西·荷頓 瑪麗·泰勒·摩爾              | 颁发最佳男配角奖                           |
| 凯文·贝肯 戴露·漢娜                     | 颁发最佳音效剪辑奖                         |
| 简·亚历山大 米高·肯恩                   | 颁发最佳动画短片奖和最佳短片奖             |
| 瓊·考琳絲 阿诺·施瓦辛格                 | 科技成果奖颁奖片段                         |
| 罗伯特·怀斯                             | 颁发最佳剪辑奖                             |
| 克里斯蒂·布琳克莉 米高·基頓             | 颁发最佳音效奖                             |
| 安东尼·弗兰西欧萨 乔安娜·帕库拉         | 颁发最佳摄影奖                             |
| 约翰·加文 杰克·瓦伦蒂                   | 颁发最佳外语片                             |
| 霍利·帕兰切 杰克·帕兰斯                 | 颁发最佳纪录短片与最佳纪录片奖             |
| 汤米·钟 切奇·马林                       | 颁发特别成就奖                             |
| 汤米·图恩 崔姬                          | 颁发最佳服装设计奖                         |
| 里卡多·蒙特尔班 简·鲍威尔               | 颁发最佳艺术指导                           |
| 珍妮佛·貝爾 馬修·波特歷                 | 颁发最佳原创歌曲                           |
| 雷·博尔格 金·凱利                       | 颁发最佳原创配乐奖                         |
| 尼爾·戴門                               | 颁发最佳改编配乐奖                         |
| 黛安·坎农 金·哈克曼                     | 颁发最佳女配角奖                           |
| 梅尔·吉布森 西席·斯貝西克               | 颁发最佳原著剧本与最佳原著改编奖           |
| 法蘭·仙納杜拉                           | 向迈克·弗兰科维奇颁发简·赫尔索特人道精神奖 |
| 李察·艾登堡祿                           | 颁发最佳导演奖                             |
| 杰基·库珀 乔治·麦克法兰                 | 向哈尔·罗奇颁发荣誉奖                      |
| 桃莉·巴頓 席維斯·史特龍                 | 颁发最佳男主角奖                           |
| 洛克·哈德森 麗莎·明內利                 | 颁发最佳女主角奖                           |
| 法蘭克·卡普拉                           | 颁发最佳影片奖                             |

| 姓名                         | 角色                | 表演                                           |
| ---------------------------- | ------------------- | ---------------------------------------------- |
| 昆西·琼斯                    | 音乐总监 管弦乐指挥 | 管弦乐                                         |
| 艾瑞尼·卡拉 美国国家舞蹈协会 | 表演者              | 《闪电舞》插曲《Flashdance... What a Feeling》 |
| 赫伯·阿尔珀特 拉尼·霍尔      | 表演者              | 《闪电舞》插曲《疯子》                         |
| 马克·戴维斯                  | 表演者              | 《怜情蜜意》插曲《Over You》                   |
| 唐娜·桑默                    | 表演者              | 《燕特尔》插曲《Papa, Can You Hear Me？》      |
| 珍妮弗·霍利迪                | 表演者              | 《燕特尔》插曲《The Way He Makes Me Feel》     |
| 小萨米·戴维斯 麗莎·明內利    | 表演者              | 《轻歌曼舞好营生》                             |

## 典礼信息

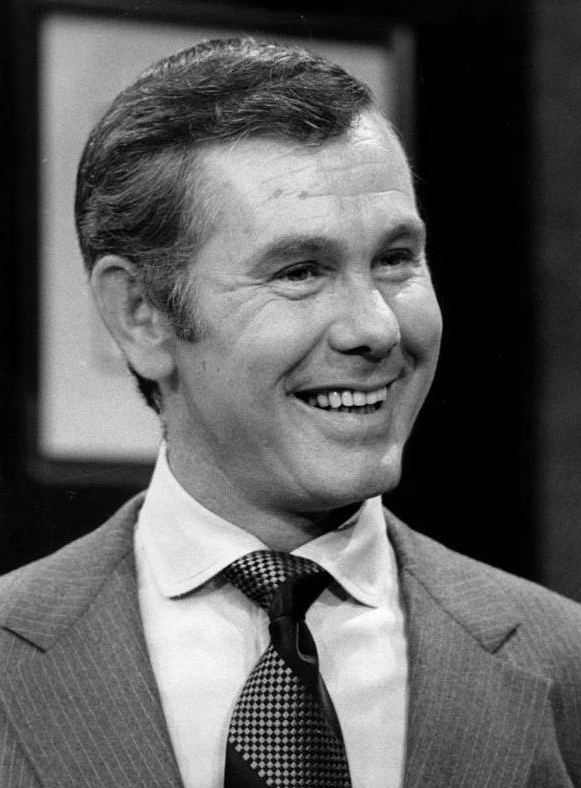
约翰尼·卡森主持第56届奥斯卡颁奖典礼

1983年9月，美国电影艺术与科学学院第三次聘请制片人小杰克·海利担任奥斯卡颁奖典礼电视直播制作人。学院主席吉恩·艾伦在公布消息的新闻稿表示：“我们很高兴能请小杰克·海利回归奥斯卡奖节目……他的出众才华能确保颁奖典礼充满创新和娱乐”。学院还在同月公布消息，颁奖典礼将由笑匠兼《今夜秀》主持人约翰尼·卡森主持。艾伦对此表示：“约翰尼是以往奥斯卡颁奖典礼持续提升、人气日益高涨的重要原因。我们非常高兴能再度依赖他的才智和魅力为本次特别娱乐活动增添姿彩”。
另外还有多人参与颁奖典礼制作。音乐家昆西·琼斯担任晚会音乐总监，指挥管弦乐队演奏开场曲目。秀兰·邓波儿在电视直播开场时露面，谈起1935年在第七届奥斯卡颁奖典礼获青少年奖的经历:639。歌手小萨米·戴维斯与麗莎·明內利在电视直播收尾时表演歌曲《轻歌曼舞好营生》:641。马蒂·帕塞塔任直播导演。以往的奥斯卡颁奖典礼都是在节目开始时公布投票规则，但本届晚会首次挪到结尾时段:641。

### 最佳影片提名电影票房表现
2月16日入围名单公布时，五部最佳影片奖入围电影在美国的总票房为1.5亿美元，其中《母女情深》以7291万美元居首，其后分别是收入5250万美元的《大寒》，进账1570万美元的《太空先锋》，收入844万美元的《怜情蜜意》，进账56万美元的《换装师》。

### 专业评价
《沃斯堡电讯星报》专栏作家杰瑞·科菲发文批评奥斯卡颁奖典礼沉闷至极，是“电影界一年一度的粗俗自我放纵，没有任何内容值得上过当的观众再度默默忍受”。《奥斯汀美国政治家报》影评人帕特里克·塔加特指出，“过去一周后回首，（上）周一的奥斯卡颁奖典礼毫无疑问沉闷至极，只不过可能算不上史上之最。”在他看来，晚会方方面面都不出预料，各奖项毫无惊喜不说，甚至连电视直播赖以生存的噱头都没有.《洛杉磯時報》电视评论员霍华德·罗森伯格称本届颁奖典礼观感不佳，三小时四十分钟时长就像电影《巴里·林登》般一晃而过。晚会依然遵照传统做法，把最几乎所有最受关注的重要奖项全挤在最后半小时，再度证明这种做法思虑不周，离谱到愚蠢。
《纽约时报》电视专栏作家约翰·奥康纳写道：“精力充沛、和蔼可亲的卡森先生奠定并维持晚会基调”，他称赞卡森以惯常喜剧手段呈现颇显孩子气但又充满永恒魅力的格调。《巴尔的摩太阳报》影评人史蒂芬·亨特认为本届颁奖典礼与以往几年相比很有新意、节奏明快，最大优势就是正值巅峰状态的约翰尼·卡森回归主持。迈克·达菲在《底特律自由新聞》发文，赞扬卡森主持对节目的提升不可估量，如珠妙语总能恰到好处地令人精神一振，他特别喜欢杰克·尼科尔森模仿蓝调兄弟的桥段。

### 收视与荣誉
本届颁奖典礼通过美国广播公司在美国直播，播出时段平均有4210万观众收看，与上一年相比下跌两成一。节目的尼爾森收視率也不及前一年，吸引30.3%的家庭观众，收视率约为五成。
1984年8月，第56届奥斯卡颁奖典礼获第36届黄金时段艾美奖四项入围，同年九月拿下最佳综艺节目艺术指导奖。